# Barbara van Schewick
Barbara van Schewick (nascida em 21 de outubro de 1972 em Bonn) é especialista em neutralidade da rede. É professora de Direito na cadeira Helen I. Crocker da Faculdade de Direito de Universidade de Stanford, professora associada da Faculdade de Engenharia Elétrica da Universidade de Stanford. Além disso, é também diretora do Centro para Internet e Sociedade também da Universidade de Stanford... Os trabalhos dela tem influenciado decisões importantes tomadas, pelos Governos em todo o mundo, relacionadas com regras de neutralidade da rede. As regras de neutralidade adotadas pelos EUA, através de sua agência reguladora a Comissão Federal de Comunicações (FCC), que é equivalente à Anatel no Brasil, foram fortemente influenciadas pelos trabalhos de Barbara van Schewick Assim como, os relatórios sobre qualidade de serviço e neutralidade da rede feitos pelo Reguladores Europeus das Comunicações Eletrônicas (BEREC) foram inflenciados também pelos seus trabalhos

## Biografia
Sua dissertação foi orientada pelo Prof. Dr. Bernd Lutterbeck da Universidade Técnica de Berlin e Prof. Lawrence Lessig da Stanford Law School. Antes que começar a vida academica, ela trabalhou como advogada em Berlim, e também como escritora de discursos para o ex-prefeito Eberhard Diepgen, bem como assistente de pesquisa e consultora da Coopers & Lybrand em Londres,  Reino Unido. Antes de ingressar na Faculdade de Direito de Stanford, Barbara era pesquisadora na Universidade Técnica de Berlim.
Barbara van Schewick é uma das principais especialistas no tema de neutralidade de rede do mundo, além de ser especialista em lei antitruste, lei das comunicações, cibersegurança, internet e  lei cibernética e economia de inovação . O livro internet Architecture and innovation foi publicado pelo MIT Press no verão de 2010, escrito por Barbara. Este livro é considerado hoje uma referência no debate sobre políticas públicas, controle de arquitetura de rede e políticas de neutralidade da rede. Vários artigos escrito por ela são considerados alguns dos mais importantes sobre o tema de neutralidade da rede.
Barbara é mãe de dois filhos e casada. Seu pai é Hans-Jürgen van Schewick um ex-juiz do Tribunal Administrativo Federal.

## Especialidades[9]
- - Direito da concorrência (Antitrust Law)
  - Lei de comunicações (Communications Law)
  - Lei constitucional (Constitutional Law)
  - Cibersegurança (Cybersecurity)
  - Primeira Ementa (First Amendment)
  - Internet e Ciber Lei (Internet & Cyberlaw)
  - Neutralidade da Rede (Net Neutrality)

## Ensino
Barbara van Schewick leciona algumas disciplinas em Stanford, algumas delas são:

### Direito da concorrência (Antitrust Law)[10]
O direito da concorrência é uma lei que promove ou procura manter a concorrência no mercado através da regulação comportamentos anticoncorrenciais pelas empresas. O direito da concorrência é implementada através da aplicação pública e privada.

### Lei da comunicação: Internet e telefone (Communication Law: Internet and Telephony)[11]
Lei das Comunicações refere-se à regulação das comunicações eletrônicas por fio ou rádio. Ela engloba regulamentos que regem a radiodifusão, telefones e serviços de telecomunicações, televisão por cabo, comunicações por satélite, de telecomunicações sem fio e da Internet.

## Prêmios
Barbara van Schewick recebeu o Prêmio Científico de 2005 da Fundação Alemã de Direito e Ciência da Computação, e o Prêmio em Memória de Dieter Meurer 2006 da Associação Alemã para o uso da Tecnologia da Informação em Direito ("EDV-Gerichtstag") por seu trabalho de doutorado. Em 2010, recebeu o Prêmio de Pesquisa da Alcatel-Lucent Stiftung for Communications Research por seu trabalho pioneiro na área de arquitetura da internet, inovação e regulação. Entre seus outros trabalhos sobre neutralidade da rede estão Towards an Economic Framework for Network Neutrality Regulation (2007), The Network Neutrality Debate – An Overview (2009) e Network Neutrality and Quality of Service: What a Non-Discrimination Rule Should Look Like (2015)

## Livro
- Internet Architecture and innovation, Barbara van Schewick: . The MIT Press, Cambridge, Massachusetts 2010, ISBN 978-0-262-01397-0 (zugl. Berlin, Techn. Univ., Diss., 2005).

## Publicações Recentes
- Why We Should Join the Movement to Save the Internet in Europe - Barbara van Schewick, 26 de outubro de 2015.
- Europe Vote Threatens Net Neutrality. Help Save the Open Internet - Larry Lessig and Barbara van Schewick. 26 de outubro de 2015.
- First Amendment Scholars Amicus Brief  - Barbara van Schewick, 21 de setembro de 2015.
- House Appropriations Bill Threatens to Undo Open Internet Rules Through the Backdoor - Barbara van Schewick. 17 de junho de 2015.
- Historic FCC Vote Will Protect the Future of America’s Economy and Democracy - Barbara van Schewick, 6 de março de 2015.
- New Republican Bill Is Network Neutrality in Name Only - Barbara van Schewick and Morgan Weiland. 20 de janeiro de 2015.
- Network Neutrality and Quality of Service: What a Non-Discrimination Rule Should Look Like - Barbara van Schewick. 16 de janeiro de 2015.
- Will the FCC Ruin the Internet? - Barbara van Schewick. 7 de novembro de 2014.
- Comments on Mozilla's Proposal - Barbara van Schewick. 30 de outubro de 2014.
- Only Title II Will Ensure Fairness Among ISPs. - Barbara van Schewick. 16 de setembro de 2014.
- Is the Internet about to Get Sloooooow? - Barbara van Schewick. 10 de setembro de 2014.
- Network Neutrality and Quality of Service: What a Non-Discrimination Rule Should Look Like - Barbara van Schewick. 26 de junho de 2014.
- The Case for Rebooting the Network Neutrality Debate - Barbara van Schewick. 6 de maio de 2014.

## Posts em blogs
- T-Mobile's Binge On Violates Key Net Neutrality Principles - Barbara van Schewick. 29 de Janeiro de 2016
- House Appropriations Bill Threatens to Undo Open Internet Rules Through the Backdoor - Barbara van Schewick. 11 de Junho de 2015.
- Getting net neutrality right: Four improvements to take us across the finish line - Barbara van Schewick. 22 de Fevereiro de 2015.
- What to look for in this week's network neutrality announcement - Barbara van Schewick. 2 de Fevereiro de 2015.
- Seven Reasons the New GOP Bill Will Not Give Us Net Neutrality - Barbara van Schewick e Morgan Weiland. 28 de Janeiro de 2015.
- Sound Policy Based on a Strong Legal Foundation: My Response to President Obama's Net Neutrality Plan - Barbara van Schewick. 10 de Novembro de 2014.
- Evaluating the Chairman’s Revised Net Neutrality Proposal - Barbara van Schewick and Morgan Weiland. 12 de Maio de 2014.
- The FCC changed course on network neutrality. Here is why you should care - Barbara van Schewick. 25 de Abril de 2014.
- Paperback and Kindle Versions of Internet Architecture and Innovation Now Available - Barbara van Schewick. 17 de Setembro de 2012.
- NETWORK NON-DISCRIMINATION AND QUALITY OF SERVICE - Barbara van Schewick. 13 de Junho de 2012.
- IS VERIZON WIRELESS ILLEGALLY BLOCKING GOOGLE WALLET? IT’S TIME FOR THE FCC TO INVESTIGATE - Barbara van Schewick. 19 de dezembro de 2011.
- PUBLIC INTEREST REQUIRES PUBLIC INPUT: VERIZON/ANDROID TETHERING - Barbara van Schewick. 30 de Junho de 2011.
- THE FCC’S OPEN INTERNET RULES – STRONGER THAN YOU THINK - Barbara van Schewick. 4 de Janeiro de 2011.
- THE FCC’S OPEN INTERNET PROPOSAL – LESSONS FROM SILICON VALLEY EDIT - Barbara van Schewick. 14 de Dezembro de 2010.

## Multimídia recentes
- http://www.internetlab.org.br/wp-content/uploads/2015/12/bvs-entrevista.pdf Entrevista com Barbara van Schewick feita pela Internet LAB, Dezembro de 2015. Acessado em 26/01/2016 as 23:50 horas
- Faculty on Point | Barbara van Schewick on Network Neutrality,  3 de fevereiro de 2015. Acessado em 18/12/2015 as 15:17 horas
- Is "Net Neutrality" Essential to the American Way of Life? ,13 de novembro de 2014. Acessado em 18/12/2015 as 15:17 horas
- Open Internet Roundtable - Policy Approaches, 16 de setembro de 2014. Acessado em 18/12/2015 as 15:17 horas
- FCC To Unveil Proposed Rules To Govern Internet Traffic, 15 de maio de 2014. Acessado em 18/12/2015 as 15:17 horas
- At times, Netflix movies make up a third of traffic, 15 de mais 2014. Acessado em 18/12/2015 as 15:17 horas